# Ilha d'Água

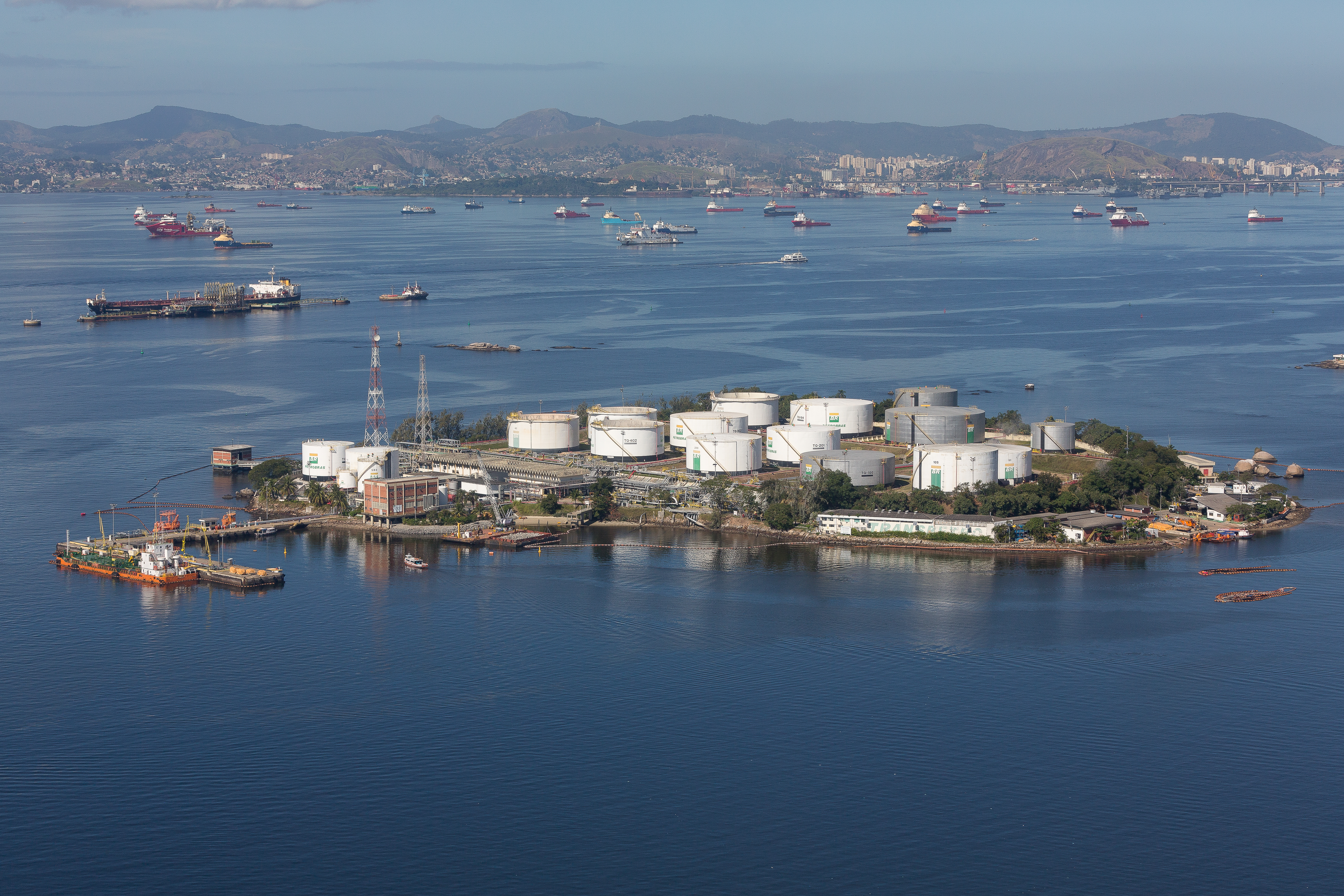
Vista aérea da Ilha D'Água

A Ilha d'Água localiza-se no interior da baía de Guanabara, na cidade e estado do Rio de Janeiro, no Brasil.
Utilizada até à primeira metade do século XX como balneário e local de pesca, com a implantação da Refinaria Duque de Caxias (REDUC), passou a sediar um terminal de carga e descarga de combustíveis (diesel, gasolina, álcool, e petróleo) a partir de 1961.
Atualmente encontra-se sob a responsabilidade da Dutos and Terminais do Sudeste (DTSE), afeta à Gerência da Baía de Guanabara (GEGUA) da Transpetro, uma subsidiária da Petróleo Brasileiro S/A - Petrobras, mantendo quatorze dutos submarinos conectados à REDUC.
Devido aos riscos inerentes a esse tipo de operação, a ilha normalmente é referida pela imprensa por conta de vazamentos de combustíveis, com consequentes danos ao meio-ambiente.

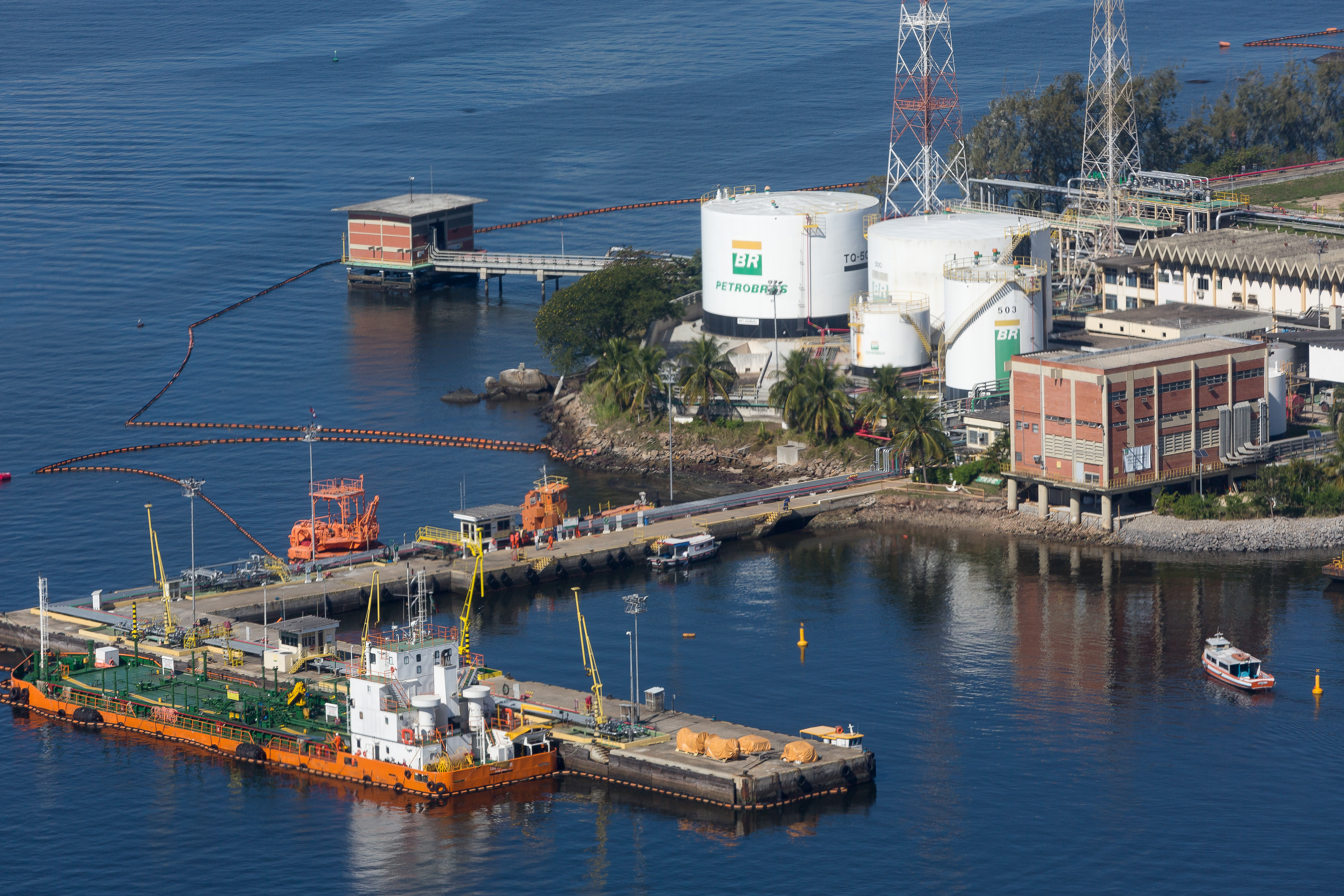
Vista aérea da Ilha D'Água